# 李萍 (舉重運動員)
李萍（1988年9月15日—），中國女子舉重運動員，出生於湖南長沙。

## 生涯
李萍於1999年時在桂陽縣第三中學參與舉重訓練，李志平為她的教練。2001年，她晉升至湖南舉重隊，教練周繼紅。5年後，她被提拔至國家隊中，教練是馬文輝。
在2005年，李萍於南京舉行的十運會中，以總成績230公斤的成績奪得舉重項目的女子53公斤級小項的金牌。同年，她在南韓釜山舉行的世界青年錦標賽中成為冠軍得主，並贏得世界錦標賽的女子53公斤級小項的錦標。
翌年12月，李萍在多哈亞運舉重項目中的女子53公斤級小項以總成績224公斤的成績為中國摘下所奪的10面金牌的其中一面。2007年4月，她在山東泰安的世界錦標賽中舉出129公斤的挺舉成績，創出了新的世界紀錄。